# Biserica „Sfinții Împărați” din Mătești
Biserica „Sf. Împărați” din Mătești este un ansamblu de monumente istorice aflat pe teritoriul satului Mătești, comuna Săpoca. În Repertoriul Arheologic Național, monumentul apare cu codul 49224.03.
Ansamblul este format din următoarele monumente:
- Biserica „Sf. Împărați” (cod LMI BZ-II-m-B-02429.01)
- Clopotniță (cod LMI BZ-II-m-B-02429.02)